# Phaeaphodius himalorectus
Phaeaphodius himalorectus är en skalbaggsart som beskrevs av Ahrens och Zdzisława Stebnicka 1997. Phaeaphodius himalorectus ingår i släktet Phaeaphodius och familjen Aphodiidae. Inga underarter finns listade i Catalogue of Life.